# Paternò
Paternò ist eine italienische Stadt der Metropolitanstadt Catania in der Autonomen Region Sizilien mit 44.954 Einwohnern (Stand 31. Dezember 2023).

## Lage und Daten
Paternò liegt vierzehn Kilometer westlich von Catania an den südwestlichen Hängen des Ätnas. Die Einwohner arbeiten hauptsächlich in der Landwirtschaft und im Handwerk.
Die Nachbargemeinden sind Adrano, Belpasso, Biancavilla, Castel di Iudica, Catenanuova (EN), Centuripe (EN), Misterbianco, Ragalna, Ramacca und Santa Maria di Licodia.

## Geschichte
1072 bauten die Normannen hier ein eintürmiges Kastell, um das sich der Ort entwickelte, der bis 1167 unter der Herrschaft der Familie Paternò stand.
Am 25. Juni 1337 starb in Paternò Friedrich II. von Aragon. Er wurde wenig später in Catania beigesetzt. Paternò war im Mittelalter Sitz verschiedener Königinnen, u. a. von Eleonore von Anjou und der Bianca von Navarra, nach der vermutlich der Ort Biancavilla benannt wurde. Ab 1456 stand die Stadt unter der Herrschaft des aus Spanien stammenden Hauses Moncada, das bis heute den Titel Principe di Paternò führt.
1576 brach auf Sizilien die Pest aus, doch hatte die Stadt nur sehr wenige Opfer zu beklagen. Da die Bewohner der Stadt die Heilige Barbara um Hilfe gebeten hatten, wurde die Heilige zur Schutzpatronin der Stadt erklärt. Zu ihren Ehren wird alljährlich am 4. Dezember die „Festa del patrono“, das Fest der Stadtpatronin gefeiert.
Im Sommer 1943 kamen durch Luftangriffe der alliierten Streitkräfte auf Paternò mehr als 4000 Menschen ums Leben; große Teile der Stadt wurden zerstört.

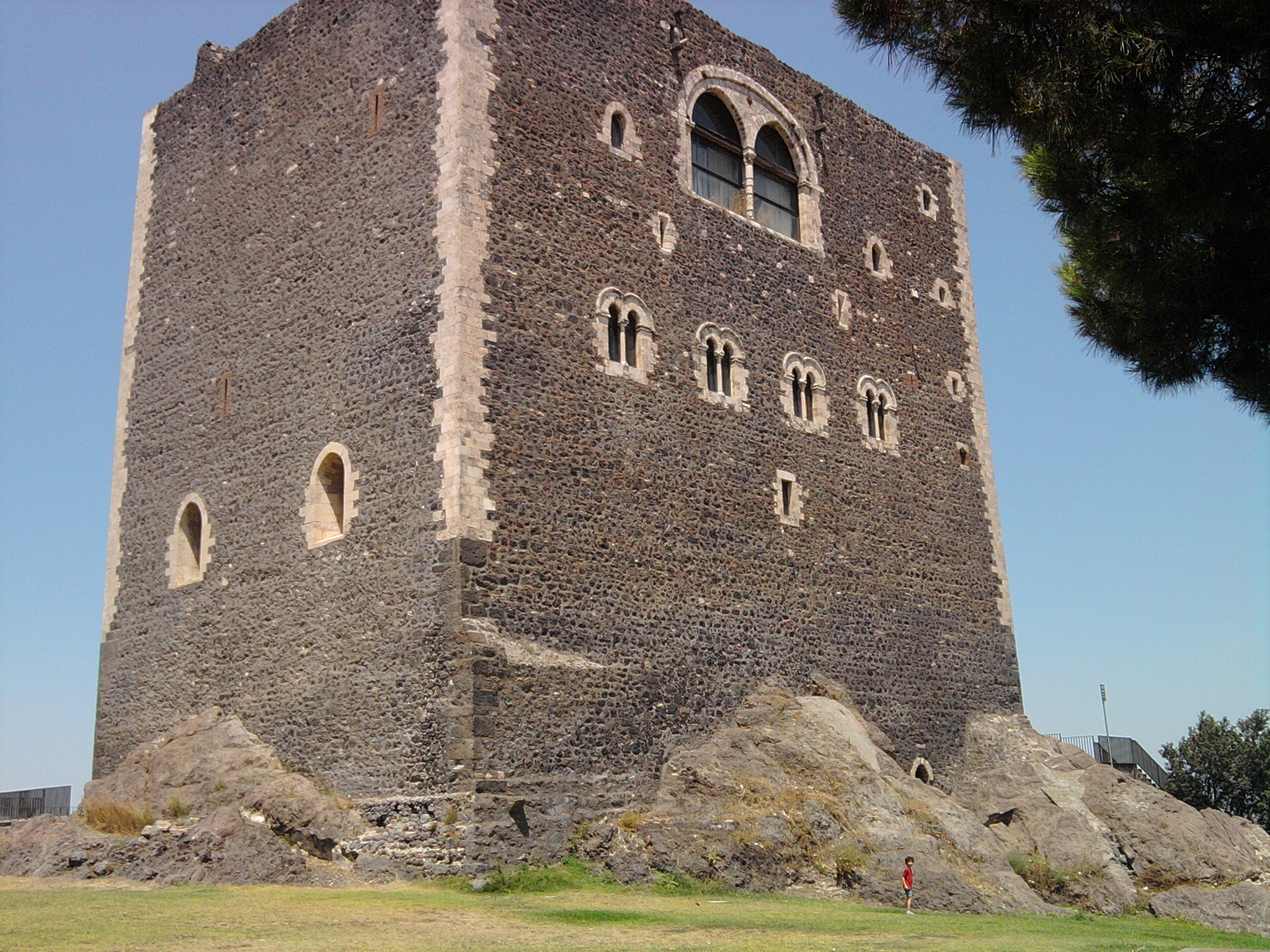
Das Normannenkastell von 1072, erbaut von der Familie Paternò

## Bauwerke
Auf dem Paternò überblickenden Berg liegt ein antiker Komplex mit folgenden Sehenswürdigkeiten:
- Treppe aus dem 17. Jahrhundert
- Ein 1072 durch den Normannen Roger II. erbautes Kastell (Maße 24,3 m × 18 m, Höhe 34 m, Mauerstärke 2,6 m). Die Landesgrafen der Moncada machten die Burg zum Gefängnis, das bis 1860 genutzt wurde. Noch immer sind an einigen Stellen die in den Stein geritzten Botschaften der Häftlinge sichtbar. 1958 ging die Burg von der Obhut der Gemeinde in den Besitz der sizilianischen Regionalverwaltung über, wurde restauriert und zum Museum umgestaltet.
- Konvent mit der Kirche des San Francesco
- Pfarrkirche Santa Maria dell’Alto mit normannischem Ursprung
- Kirche Santa Maria della Valle di Josafat, erbaut 1092 durch die Gräfin Adalasia, das Portal ist aus dem 14. Jahrhundert
- Kirche Santa Barbara, im klassizistischen Stil erbaut

## Persönlichkeiten
- Giovan Battista Nicolosi (1610–1670), Geograf und Kartograf
- Ignazio La Russa (* 1947), Politiker
- Luca Parmitano (* 1976), ESA-Astronaut
- Francesco Coco (* 1977), Fußballspieler